# 8686 Akenside
A 8686 Akenside (ideiglenes jelöléssel 1992 OX1) a Naprendszer kisbolygóövében található aszteroida. Eric Walter Elst fedezte fel 1992. július 26-án.